# سمولاند

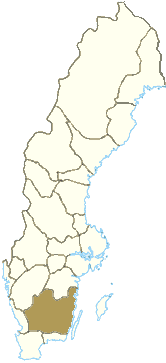
موقع سمولاند في السويد

سمولاند (بالسويدية: Småland) هي مقاطعة تاريخية (landskap) في جنوب السويد. تحد سمولاند كل من بلكينغه، سكانيا، هاللاند، فسترغوتلاند، أوسترغوتلاند وجزيرة أولاند في بحر البلطيق. مساحة أراضي المقاطعة 29,400 كم2 وعدد سكانها 720,358 حسب احصاء 2009. تغطي الغابات المقاطعة بنسبة 50% وهي غنية بالبحيرات والمستنقعات.
أكبر مدنها يونشوبينغ، فاكيو وكالمار. يتحدث سكان سوملاند بلهجة سويدية محلية تسمى سوملاندية.

## الإدارة
سمولاند هي عبارة عن تقسيم تقليدي تاريخي وهذا النوع من التقسيمات لا يخضع لأي حسابات أو أغراض سياسية أو إدارية ولكن يعتمد فقط على المقوم التاريخي والثقافي، يغطي إقليم سمولاند ثلاث مقاطعات إدارية وهي يونشوبينغ - كالمار - كرونوبيرج بالإضافة إلى مناطق صغيرة تتبع إدارياً لمقاطعات أخرى مثل هالاند وأوسترغوتلاند.

## عدد السكان
بلغ عدد سكان سمولاند 720358 نسمة بحسب احصاء عام 2009 موزعة بالنسبة للمقاطعات على الشكل التالي:
مقاطعة يونشوبنغ 318343 تقريباً
مقاطعة كالمار 208999 تقريباً
مقاطعة كرونوبيرج 183162 تقريباً
مقاطعة هالاند 7081 تقريباً
مقاطعة أوسترغوتلاند 2773 تقريباً
أما التوزيع السكاني بالنسبة للمدن فهو على الشكل التالي:
يونشوبينغ 89396
فيكخو 60887
كالمار 36392
فاسترفيك 21140
فارنامو 18696
أوسكار شامن 17258
نيسخو 16678
لونغبي 15205
ترانوس 14197
فيتلاندا 13050
نيبرو 12810

## الجغرافيا
تهيمن الغابات على الطبيعة الجغرافية للإقليم بشكل عام فيما عدا المناطق الساحلية، بالنسبة للمناطق الساحلية فالتربة فيها عبارة عن مزيج من الرمل والصخور الصغيرة مما يجعلها جرداء وغير مناسبة للزراعة لاسيما في سهول كالمار.
يعتبر إقليم سمولاند منطقة غنية بالبحيرات والمستنقعات يتألف الساحل البحري فيه من عدد من الارخبيلات والجزر والخلجان في شماله ومن سهول مزروعة في جنوبه، تغطي الأراضي الزراعية ما يقارب 14% من مساحته فيما تشغل المروج 7% والغابات 50% .
أكبر مدن الإقليم هي يونشوبينغ في الشمال الغربي فيكخو في الجنوب وكالمار على الساحل الشرقي بالقرب من جزيرة أولاند.

## المناخ
يتنوع مناخ سمولاند بين المناخ المحيطي في المناطق الساحلية مثل كالمار والمناخ القاري الرطب في المناطق الداخلية مثل مرتفاعت يونشوبينغ، ومع ذلك فإن الفروقات الحرارية بين المناطق شبه معدومة فهي بحدود 23 درجة مئوية صيفاً فيما تحوم حول درجة التجمد (صفر) شتاءً في النهار وتقارب الخمسة تحت الصفر ليلاً. سجلت أعلى درجة حرارة في مدينة موليلا ب 38 درجة مئوية في 1 يونيو عام 1947.

## أعلام
- جون ليند
- صوفيا إيسبرج
- إينغفار كامبراد